# Sztuczna planeta

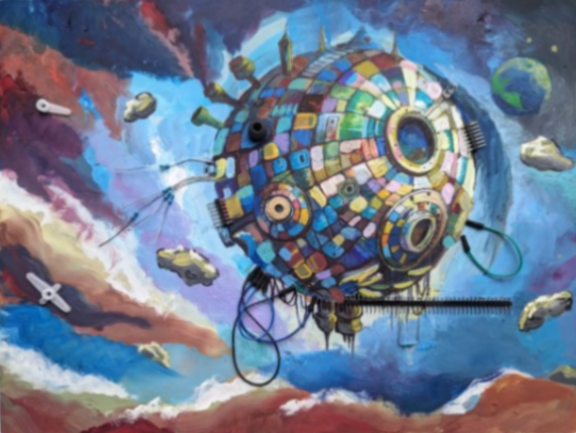
Wizja artysty przedstawiająca sztuczną planetę, z Ziemią w tle

Sztuczna planeta – teoretyczna kosmiczna megastruktura przypominająca planetę, ale utworzona nie w sposób naturalny, ale przy pomocy technologii. Jej główną cechą jest posiadanie masy wystarczającej, aby wytworzyć własne pole grawitacyjne zdolne do zatrzymania atmosfery przed ucieczką w przestrzeń kosmiczną. Termin ten bywa też niekiedy używany w odniesieniu do innych megastruktur posiadających samowystarczalne ekosystemy. Koncepcja ta pojawia się w wielu dziełach fantastyki naukowej.

## W nauce

### Planeta-replika
Mark Hempsell zaproponował stworzenie sztucznej planety w Układzie Słonecznym jako przygotowanie do przyszłej kolonizacji kosmosu, prawdopodobnie w strefie zamieszkiwalnej między orbitami Wenus a Marsa. Mogłaby ona ewoluować z mniejszego habitatu kosmicznego. Jej funkcja byłaby podobna do innych mieszkalnych megastruktur (np. Cylinder O’Neilla) lub do projektów terraformowania istniejących planet. W przeciwieństwie do habitatu kosmicznego sztuczna planeta byłaby wystarczająco duża, aby wytworzyć własne pole grawitacyjne, które utrzymałoby atmosferę, pełniącą również funkcję osłony przed promieniowaniem i meteorytami. Wadą takiego rozwiązania byłby jednak bardzo wysoki stosunek masy do użytecznej powierzchni.
Materiały do budowy sztucznej planety mogłyby pochodzić z gwiazd, gazowych olbrzymów lub z górnictwa asteroid. Wystarczająco zaawansowana cywilizacja mogłaby wykorzystać te zasoby do masowej produkcji sztucznych planet za pomocą fabryk gwiezdnych o podobnych, planetarnych rozmiarach.
Budowa sztucznej planety jest z naukowego punktu widzenia możliwa, ale przy obecnym poziomie technologii taki projekt wymagałby tysięcy lat i miałby olbrzymie koszty. Uważa się, że terraformowanie istniejących planet jest łatwiejsze, aczkolwiek obydwa te zagadnienia są dziś mocno teoretyczne.

### Użycie w innych kontekstach

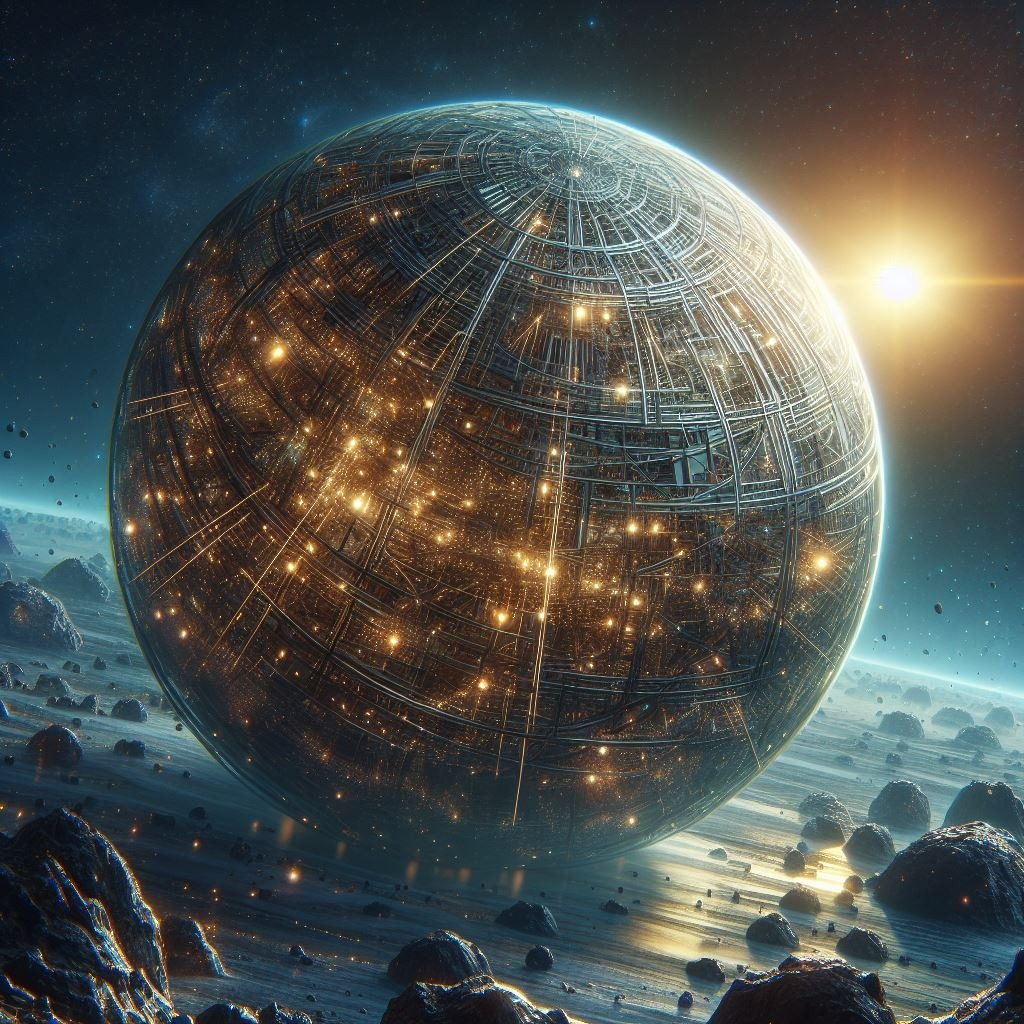
Artystyczna wizualizacja sztucznej planety wygenerowana przez DALL-E w 2023.

Termin „sztuczna planeta” używany jest również wobec innych mniejszych jednak megastruktur, takich jak duże, sferyczne stacje kosmiczne. D.R. Glover zdefiniował sztuczną planetę jako „samowystarczalny, niezależny ekosystem w przestrzeni kosmicznej”, zaznaczając, że rozmiar takiej struktury nie musi odpowiadać klasycznej definicji planety. Według Glovera rozwój takich stacji byłby krokiem w kierunku stworzenia statków zdolnych do podróży międzygwiezdnych.
Paul Birch użył tego terminu w odniesieniu do koncepcji planety supramundalnej (supramundane planet, dosł. planeta nadziemska) – struktury przypominającej sferę Dysona, której powierzchnia mieszkalna znajdowałaby się po wewnętrznej stronie, zbudowanej wokół ciała niebieskiego o dużej masie, jak czarna dziura lub gazowy olbrzym
Termin był też dawniej (w połowie XX wieku) używany jako synonim pojęcia sztuczny satelita.

## W kulturze
Koncepcja sztucznej planety pojawia się w wielu dziełach science fiction. Jest głównym miejscem akcji serii Philipa José Farmera Riverworld (1971–1983), Jacka L. Chalkera – Well World series (1977–2000) oraz Paula J. McAuleya – Confluence (1997–1999). W powieści Iaina Banksa Matter (2008) akcja rozgrywa się na shellworldzie – sztucznej planecie z wieloma warstwami mieszkalnymi.
Sztuczne planety występują także m.in. w serii Autostopem przez Galaktykę Douglasa Adamsa (gdzie Slartibartfast projektuje planety) oraz jako Gwiazda Śmierci w serii Gwiezdne wojny.

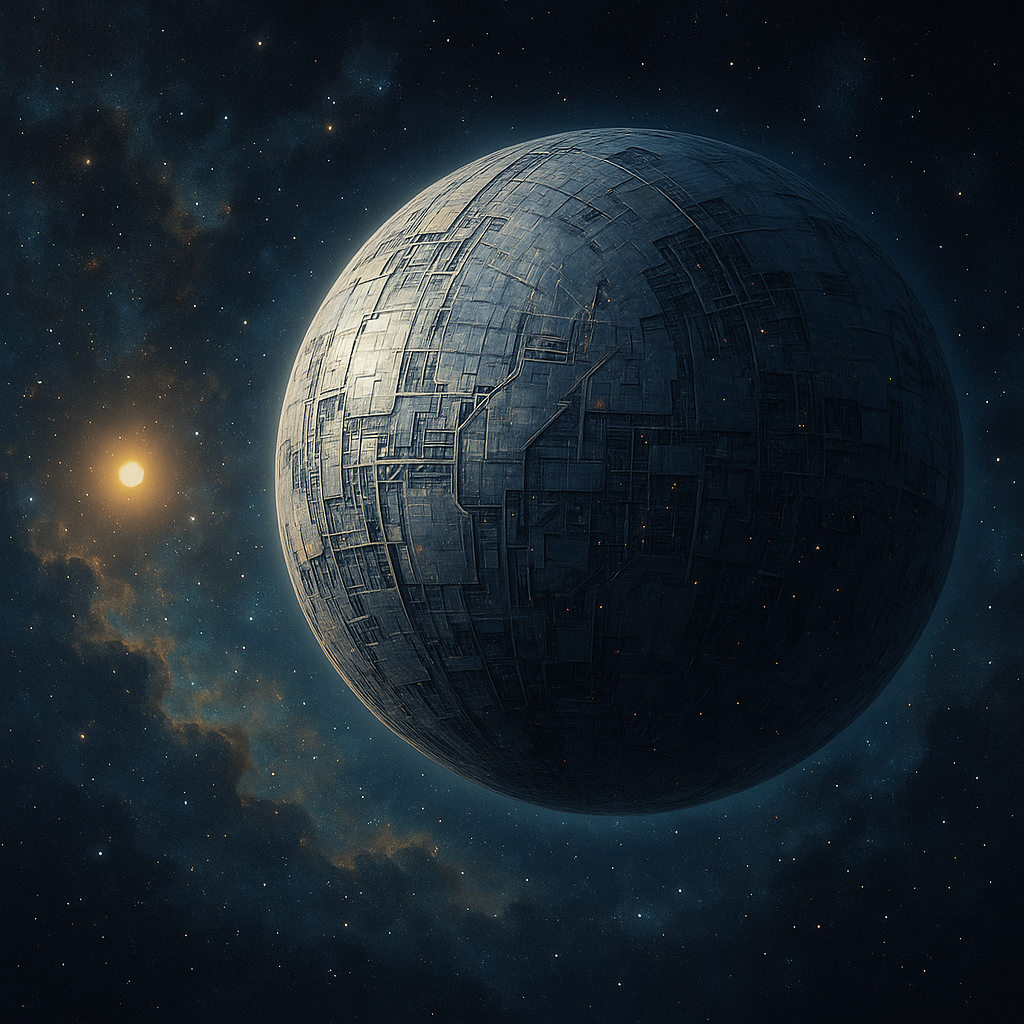
Sztuczna planeta, ukończona
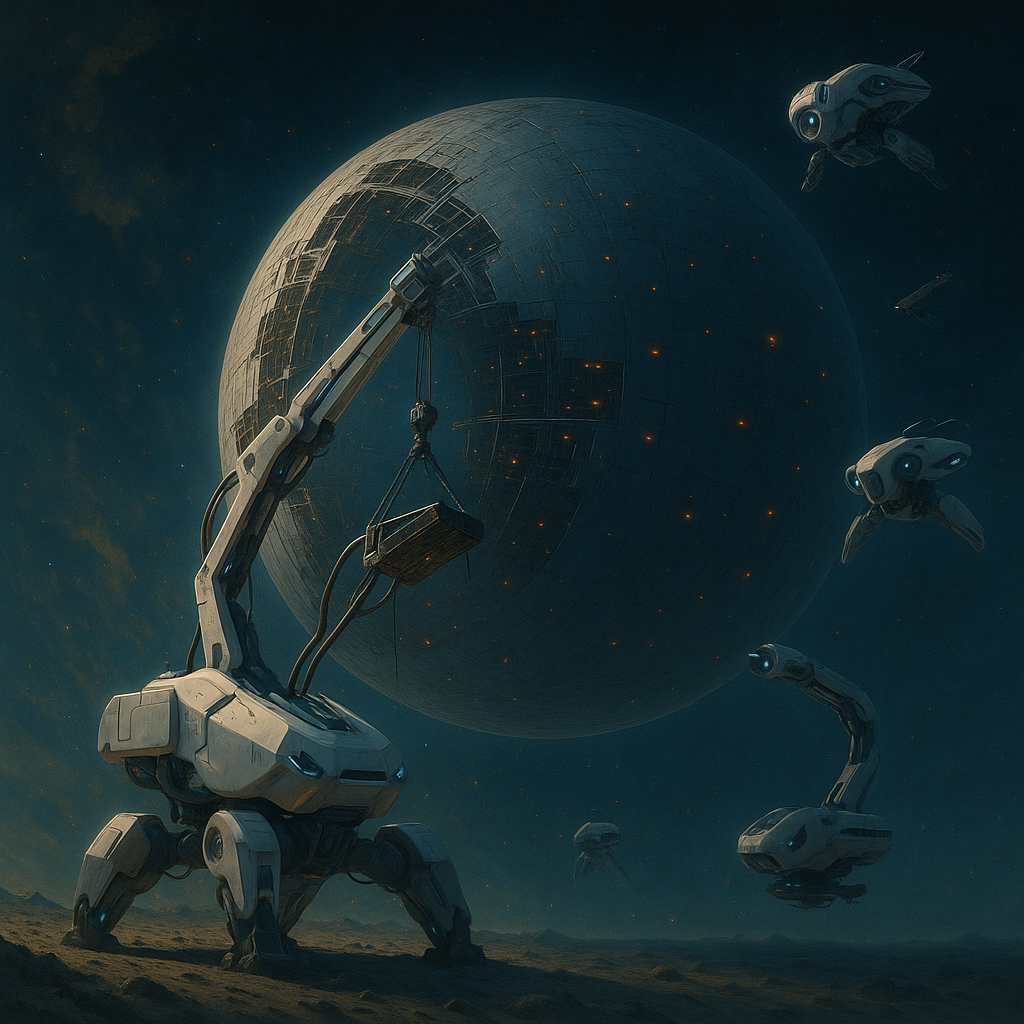
Sztuczna planeta, w budowie
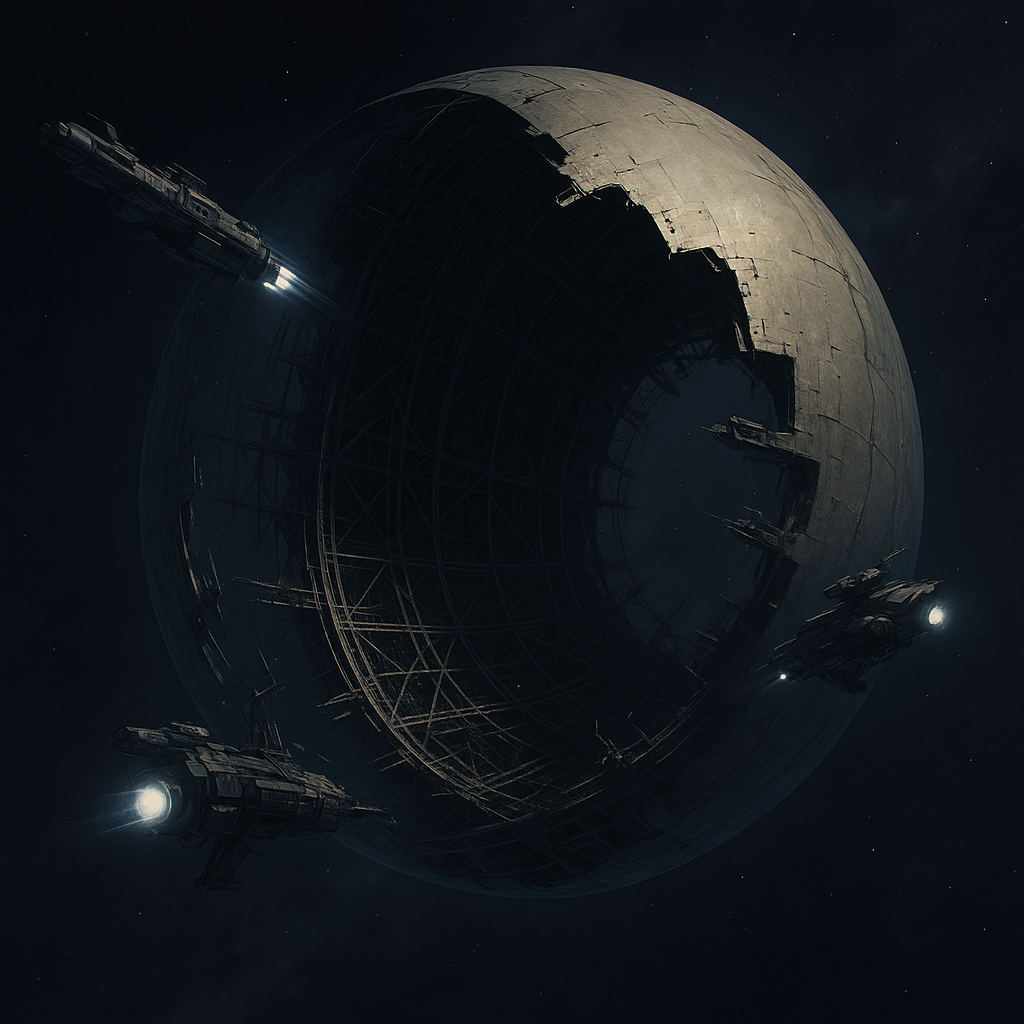
Sztuczna planeta, w budowie